# Dorfkirche Birkholz (Bernau)

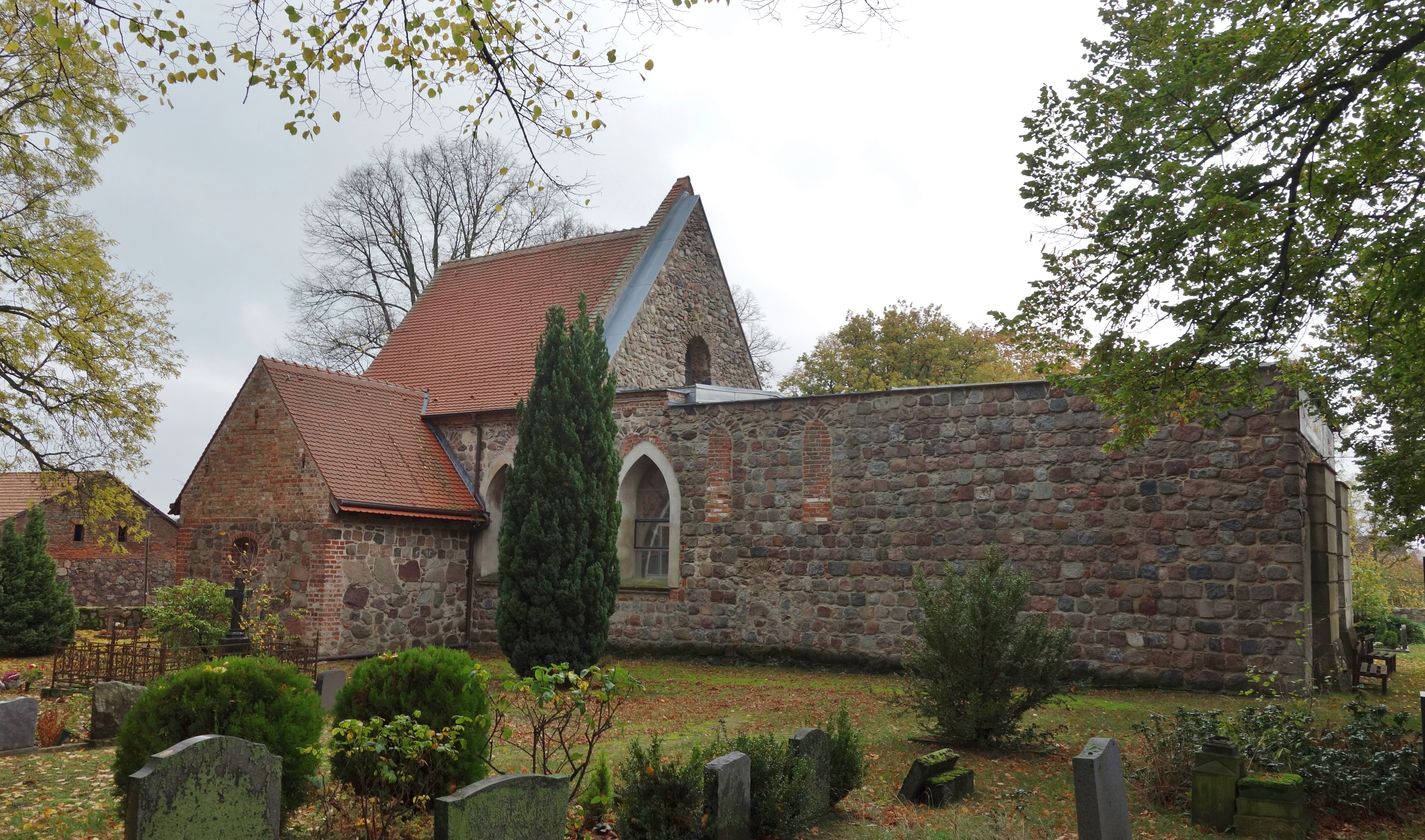
Nordwestansicht mit Sakristei

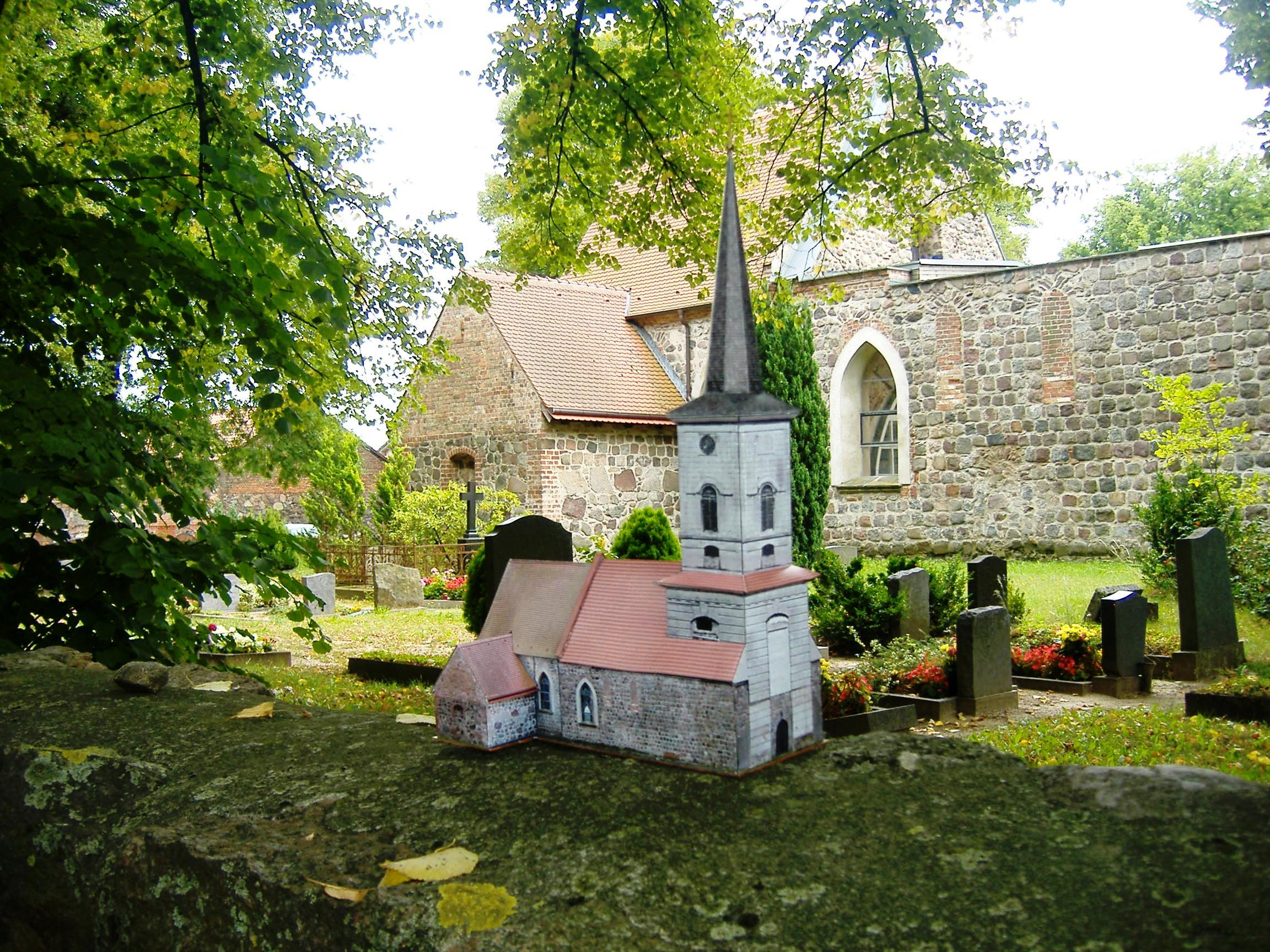
Dorfkirche Birkholz (bei Bernau) als Model 1ː100 mit der turmlosen Kirche im Hintergrund.

Die evangelische Dorfkirche Birkholz ist eine frühgotische Feldsteinkirche im Ortsteil Birkholz der Stadt Bernau bei Berlin im Landkreis Barnim in Brandenburg. Die Kirche und die Kirchengemeinde gehören zum Kirchenkreis Berlin Nord-Ost im Sprengel Berlin der Evangelischen Kirche Berlin-Brandenburg-schlesische Oberlausitz.

## Architektur und Ausstattung

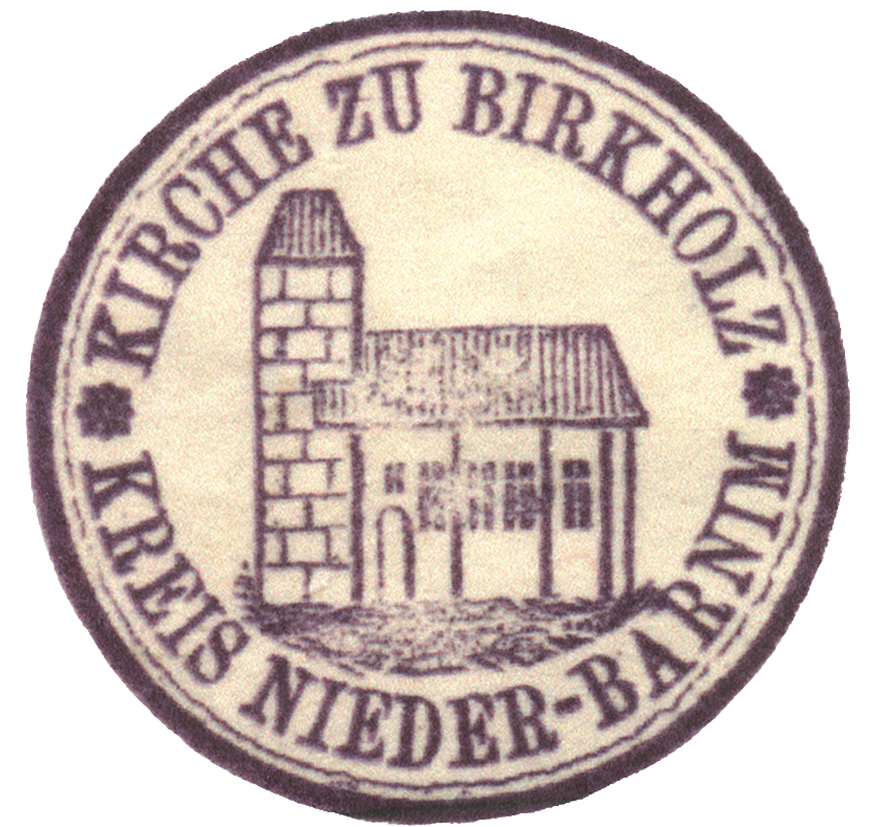
Kirchenstempel der Gemeinde Birkholz (Bernau bei Berlin) Kreis Niederbarnim nicht mehr gültig! (Darstellung der Kirche vor 1827)

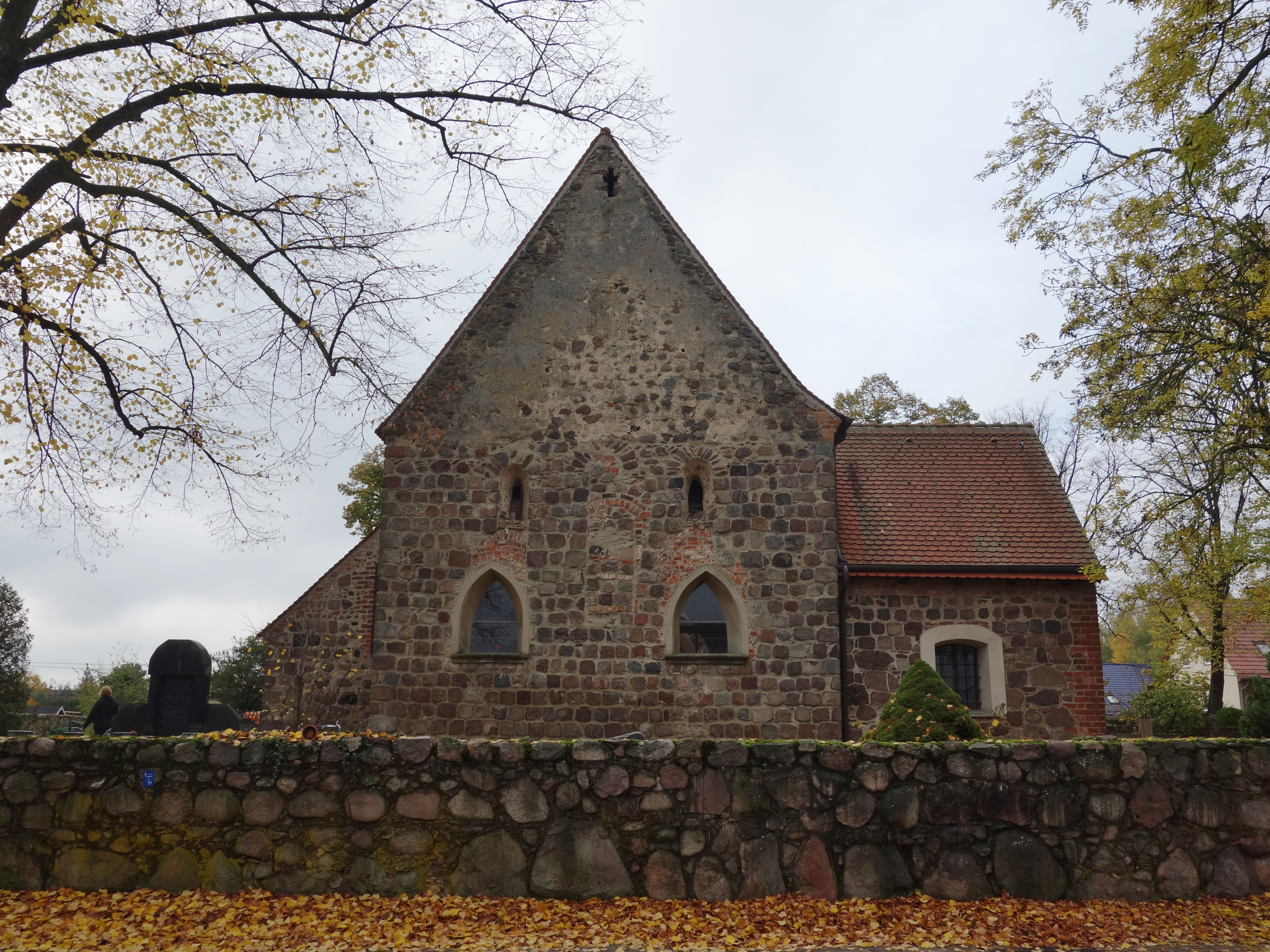
Flacher Abschluss des Ostgiebels als typisches Element eines Rechteckchores

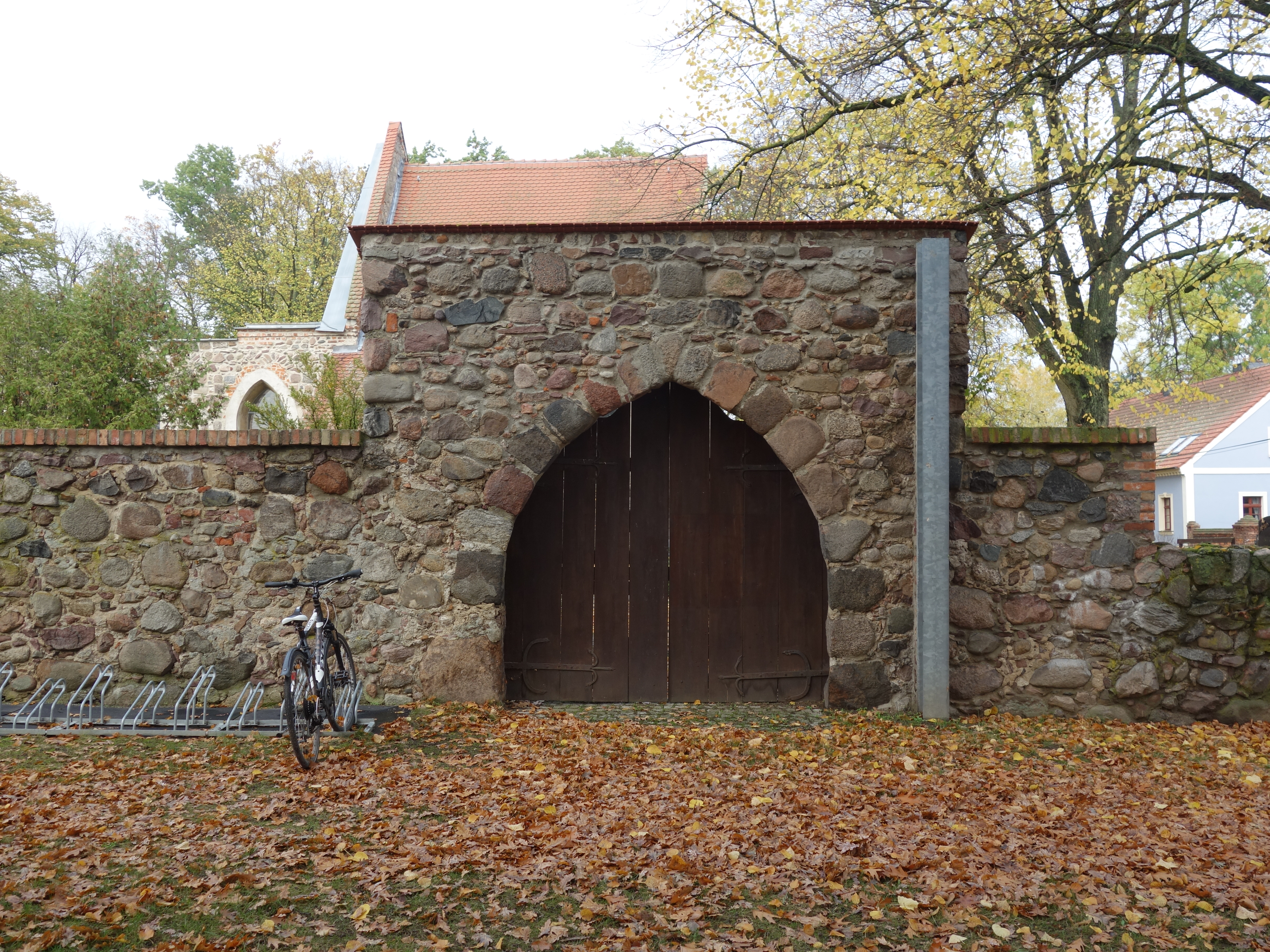
Gotisches Spitzbogenportal aus dem 16. Jahrhundert

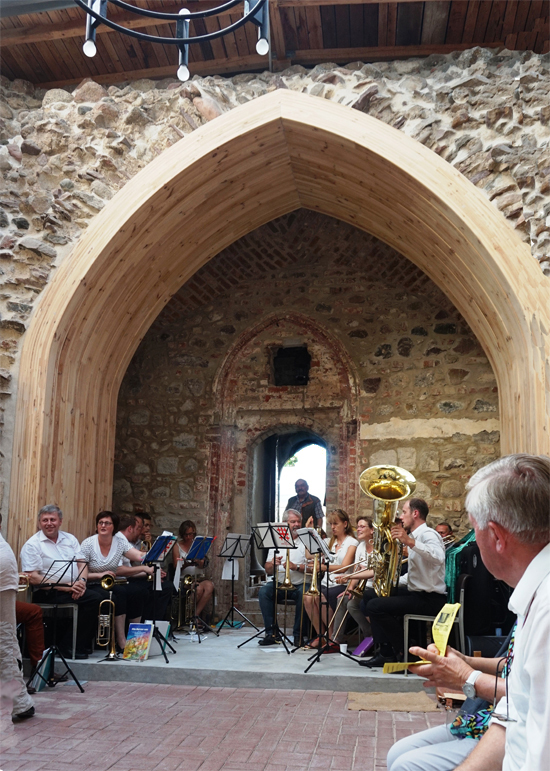
Sicherung des Jochbogens 2016

Die Feldsteinkirche stammt aus der zweiten Hälfte des 13. Jahrhunderts. Eine dendrochronologische Untersuchung von Resten des Dachstuhls datierte die Fällung der Bäume auf das Jahr 1266.
Das Gebäude mit eingezogenem Rechteckchor ist 25 m lang. Ursprünglich hatte es einen Westturm aus Feldsteinen, der wie das Kirchenschiff 10 m breit war.
Im Landbuch Karls IV. von 1375 besaß die Kirche 1 Hufe, drei Wiesen. Dem Pfarrer gehörten 4 Hufen und jährlich erhielt er von der Windmühle am südlichen Rande des Dorfes ein Huhn und 6 Scheffel Roggen. Das Pfarramt war vor der Reformation nicht mehr besetzt und wurde von einem Geistlichen aus Bernau verwaltet.
Im 15. Jahrhundert wurde unter dem Dach der Kirche ein Gewölbe eingezogen und die Südvorhalle angebaut. Dabei wurden die ursprünglichen Lanzettfenster zu Spitzbogenfenstern erweitert oder vermauert. An der Nordwand sind noch zwei vermauerte Lanzettfenster und die ebenfalls vermauerte Priesterpforte zu erkennen. Im 16. Jahrhundert erhielt das Gebäude am Nordrand des Chors eine Sakristei.
Nach der Reformation im Jahr 1575 wurde die Kirche von Birkholz als Filialkirche von Schwanebeck geführt.
Im Jahr 1541 bekam die Kirche von der  Gemeinde Tempelhof einen neuen Kelch, nachdem der alte Kelch gestohlen worden war, und 1598 als evangelisches Prinzipalstück ein neues Taufbecken. Ein 1599 begonnenes Kirchenbuch ist noch heute im Besitz der Kirchengemeinde.
Eleonora Freifrau von Pölnitz (* ca. 1620; † März 1700) stiftete 1681, zwei Jahre nach dem Tod ihres Mannes Gerhard Bernhard von Pölnitz, die Kanzel für die Kirche. Ihr Vater war Fürst Moritz von Oranien, Graf von Nassau-Dillenburg (* 13. November 1567 in Dillenburg, gestorben 23. April 1625 in Den Haag).
Der Mühlenmeister Karl Hindenberg schenkte 1821 der Birkholzer Kirche einen Kronleuchter aus Kristallglas.
Am 8. Oktober 1827 zerstörte ein Feuer den Turm, den Otto Carl Friedrich von Voß hatte erbauen lassen. Im Sommer 1829 wurde der klassizistische Turm im Auftrag seiner Söhne, Friedrich Wilhelm Maximilian (* 3. Mai 1782; † 28. Februar 1847) und Karl Otto Friedrich (* 26. September 1786; † 3. Februar 1864) von Voß-Buch, neu errichtet. Den Entwurf und die Bauleitung übernahm der königliche jüdische Regierungsbauinspektor Salomo Sachs, Kollege von Karl Friedrich Schinkel im vierten Baubezirk Potsdam. Die Dachdeckung mit Zinkblech übernahm Carl Justus Heckmann und die Vergoldungen, zum Beispiel das Turmkreuzes, führte Carl August Mencke aus Berlin aus.
Im Zweiten Weltkrieg suchten die sowjetischen Truppen nach deutschen Scharfschützen, die sich teils in Kirchtürmen verschanzt hatten, wobei der Kirchturm in Birkholz getroffen wurde. Über die Jahre wurde der Schaden nur notdürftig geflickt und Wasser konnte eindringen; den hölzernen Turmhelm befiel in der Folge der Schwamm. Dadurch neigte er sich bis 1972 in westlicher Richtung und drohte auf die damalige Dorfstraße zu stürzen, weshalb die Straße von 1966 bis 1972 gesperrt wurde.
Die Kirchengemeinde sprengte unter Protesten der Gemeindemitglieder den Turm am 19. Oktober 1972. Dabei entstand großer Schaden an wertvollen historischen Kulturgütern und am eigentlichen Kirchenbau, von dem nur die Chorseite erhalten blieb. Gesichert werden konnten aus den Trümmern die Turmrollen aus der zerstörten Bekrönung des Turms. Erst nach der Wende wurde 1990 mit der Sicherung und Restaurierung der noch vorhandenen Teile der Kirche begonnen. Der Chorraum konnte weitgehend wiederhergestellt werden. Im Jahr 1993 wurde die Kirche unter Denkmalschutz gestellt.
Im Jahr 2001 bedeckte die Kirchengemeinde das offene Kirchenschiff mit einem flachen Glasdach.
Seit 2002 kümmert sich der Förderverein Dorfkirche Birkholz e. V. um Mittel zur Wiederherstellung der Silhouette der Kirche mit Turm von 1829.
Zu den Festlichkeiten 750 Jahre Dorfkirche Birkholz im Jahr 2016 konnte die Kirchengemeinde den einsturzgefährdeten Jochbogen durch eine Holzkonstruktion sichern.

## Die Pfarrer der evangelischen Kirchengemeinde Birkholz

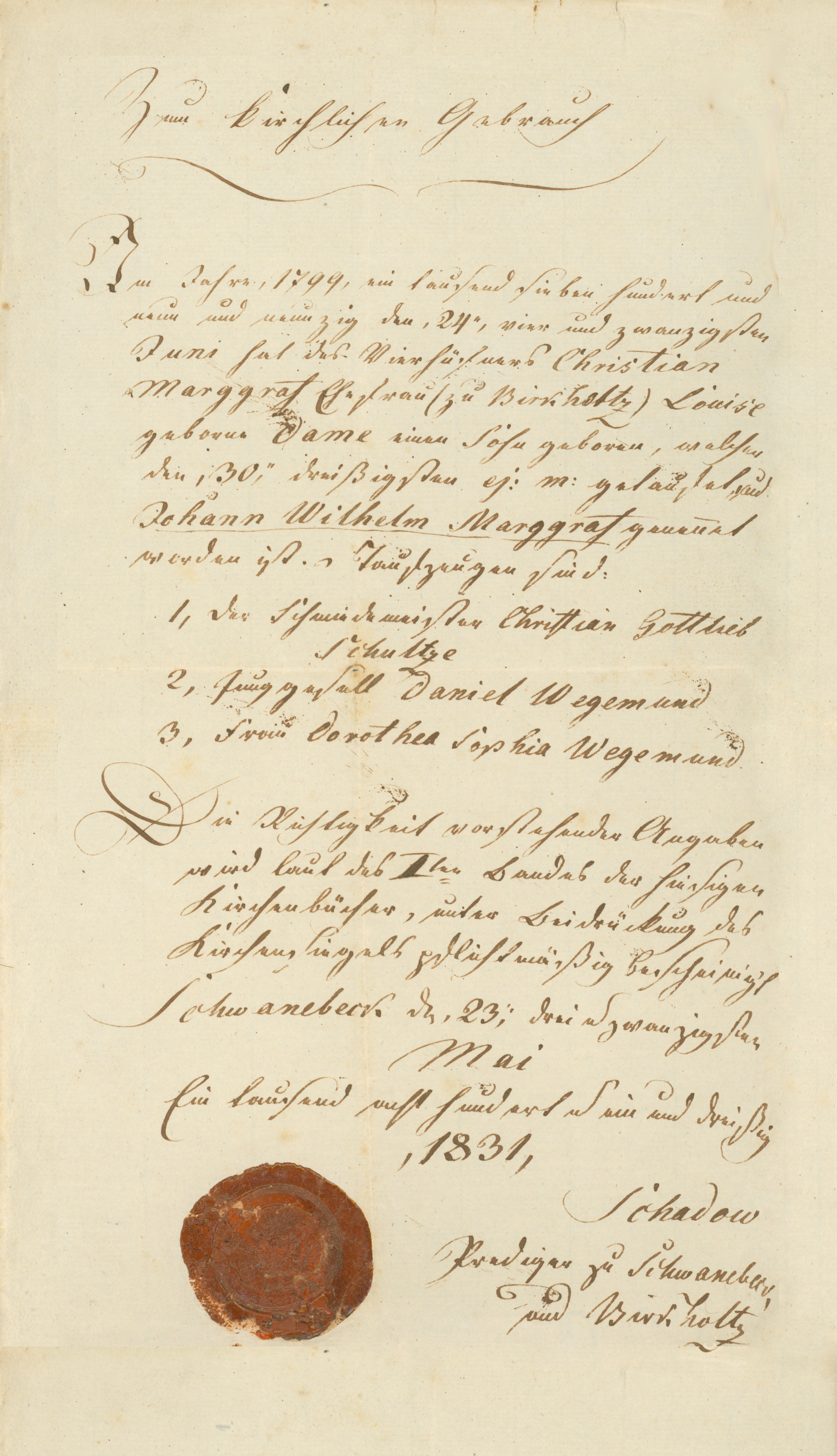
1831-05-23 Geburtsurkunde mit Siegel Kirchengemeinde Schwanebeck-Birkholz

Da die evangelische Kirchengemeinde kein eigenes Pfarramt besaß, wurde sie deshalb bis 1970 vom Pfarramt in Schwanebeck mit betreut.
- Nikolaus Kruse
- Johann Fahrenholz
- Johann Elsecke
- Andreas Dame
- Ambrosius Ridhartt
- Valentinus Schellenbergk
- Simon Schlossen
- 1541–unbekannt Petters
- 1551–1595 Georgius Wulkow
- 1595–1638 Clemens Zimmermann
- 1639–1663 Johann Hübner
- 1663–1668 Chrisian Seiler
- 1668–1698 Johannes Henrici
- 1698–1701 Heinrich Julius Kinderling
- 1701–1706 Johann Paul Adelung
- 1706–1730 Friedrich Ludwig Wisseln
- 1706–1759 Joachim Matthias Wilke
- 1759–1804 Ludwig Adam Ellinger
- 1804–1814 Karl Heinrich Ferdinand Fischer
- 1814–1819 J. F. Bando
- 1819–1825 Liba
- 1827–1853 Schadow
- 1853–1878 Ferdinand Moritz Nitzsche
- 1879–1888 W. Budn
- April 1889–November 1908 Adolf Benecke
- Dezember  1908–Juni 1915 Ferdinand Gründler
- September 1916–September 1932 Waldemar Tiedge
- März 1933–März 1959 Pannier
- Juni 1960–Mai 1970 Storck

(Quelle: Olaf Kaden, „Birkholz, Ortschronik des Dorfes, anno 2002, S. 25“)

### Nach 1970 Betreuung für Schwanebeck und Birkholz durch Lindenberger Pfarrer
- Februar 1971–Dezember 1979 Leisterer
- August 1980–Juni 1993 Mietz
- November 1994–Juli 1997 Well (als Vakanzverwalter)
- September 1997–dato Ralf Wenzel

(Quelle: Der Kirchenbote September – November 2010)

## Ehrungen
- Juli 2007 Dorfkirche des Monats vom Förderkreis Alte Kirchen Berlin-Brandenburg